# Plantago robusta
Plantago robusta är en grobladsväxtart som beskrevs av William Roxburgh. Plantago robusta ingår i släktet kämpar, och familjen grobladsväxter. Inga underarter finns listade i Catalogue of Life.

## Bildgalleri

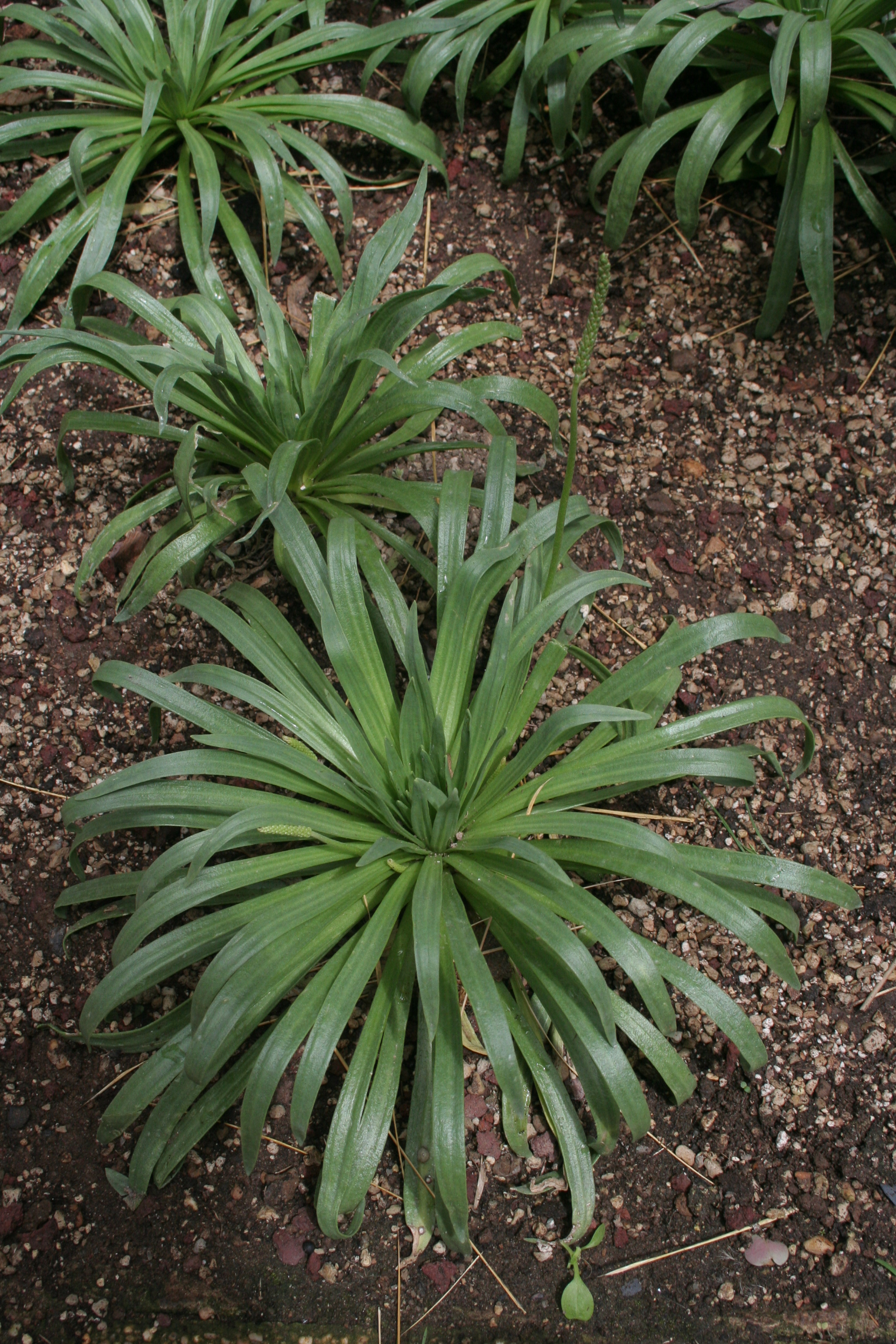